# Nébuleuse de l'Homoncule
La nébuleuse de l'Homoncule est une nébuleuse bipolaire en émission et par réflexion entourant le système stellaire massif Eta Carinae, située à environ 7 500 années-lumière (2 300 parsecs) de la Terre. La nébuleuse est intégrée dans la bien plus grande nébuleuse de la Carène, une vaste région HII. Tirant son nom du latin homunculus signifiant « Petit Homme », la nébuleuse est constituée de gaz expulsés par Eta Carinae lors de la Grande Éruption, qui a été observée entre 1838 et 1845.
Elle contient également de la poussière qui absorbe une grande partie de la lumière provenant du système stellaire central extrêmement lumineux et qui la réémet sous forme d'infrarouge (IR). C'est l'objet le plus brillant du ciel dans les longueurs d'onde de l'IR moyen.  
À l'intérieur de l'Homoncule se trouve une plus petite éjection de matière, dite « Petit Homoncule », et à l'intérieur de celui-ci, une coquille de matière choquée par les vents stellaires, appelée « Bébé Homoncule ».

## Histoire observationnelle
En 1914, Eta Carinae a été signalée comme ayant un compagnon faible et également comme n'étant pas stellaire.  
Des observations en 1944 et 1945 ont montré une nébulosité quelque peu allongée d'environ 5" de large et 10" de long. Elle a été mesurée comme étant en expansion à un rythme cohérent avec une origine dans une explosion au milieu du XIXe siècle. À cette époque, la forme de la nébuleuse montrait une bosse centrale avec une grande protubérance vers le nord-ouest et deux petites extensions vers le sud-est, décrite comme un Homoncule.  
D'autres observations à la même époque ont décrit une région centrale fortement orangée dans une nébulosité verte plus faible et plus large. Un article l'a décrite comme ressemblant à une "barbe en forme de pelle rouge".

## Forme

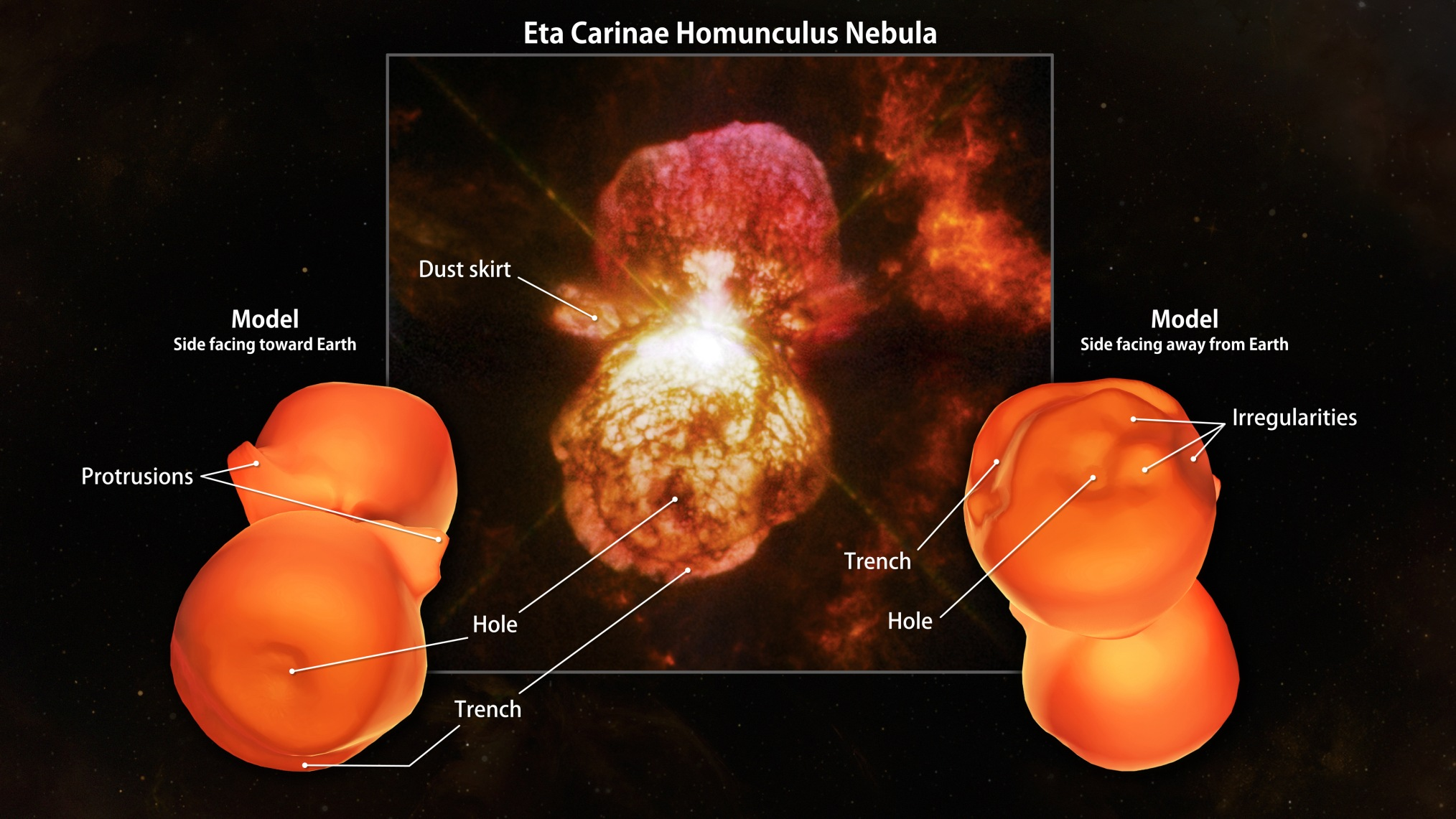
Modèle 3D de la nébuleuse de l'Homoncule.

La nébuleuse de l'Homoncule se compose de deux lobes, appelés respectivement nord-ouest (NO) et sud-est (SE), en fonction de leur orientation vue depuis la Terre. Chacun mesure environ 7 " de large sur 5 " de long. Il existe également une jupe équatoriale irrégulière de matière, visible faiblement sur des images profondes à certaines longueurs d'onde. Les lobes sont principalement creux, avec la matière fortement concentrée vers les pôles,.  
La jupe équatoriale semble contenir de la matière du même âge, voire plus jeune que les lobes. Elle contient une masse de matière beaucoup plus petite que les lobes, brillant principalement par la lumière réfléchie qui s'échappe plus facilement aux latitudes équatoriales. Il y a moins de poussière et peu d'hydrogène moléculaire par rapport aux lobes.  
La nébuleuse bipolaire est inclinée de telle sorte que le lobe NO est plus éloigné de la Terre que le lobe SE. La nébuleuse entière est en expansion, de sorte que le lobe SE est décalé vers le bleu et le lobe NO est décalé vers le rouge par rapport à la source centrale. Les lobes contiennent la majorité de la matière de la nébuleuse de l'Homoncule, sous forme de coquilles relativement minces concentrées vers les pôles. Les coquilles se composent de deux composantes : une région interne chaude et une enveloppe externe plus massive et froide. Les coquilles sont lisses et fines, ce qui suggère qu'elles ont été expulsées en seulement cinq ans, mais des stries de poussière plus épaisses sont détectables à l'intérieur des coquilles.

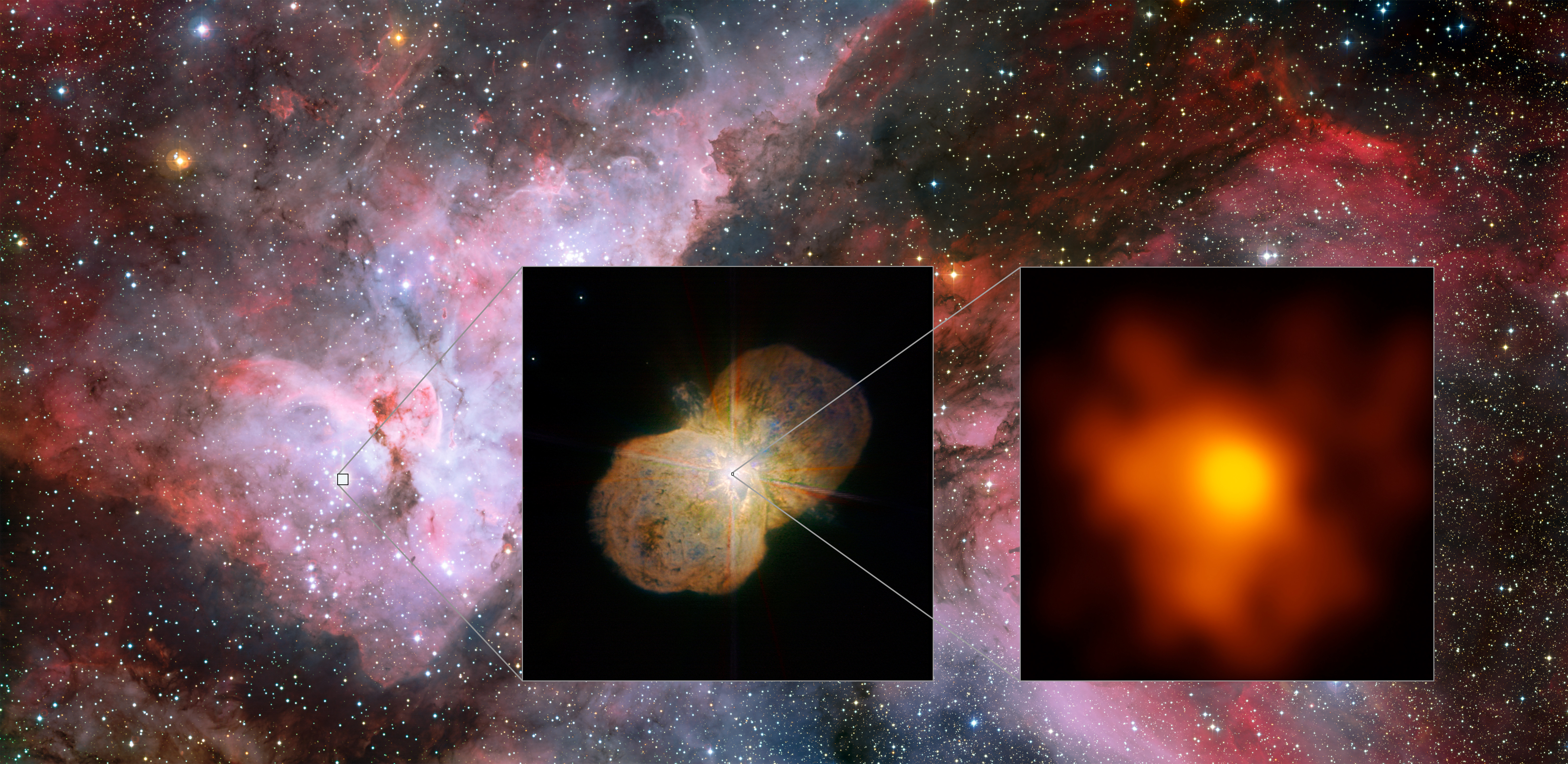
Vue détaillée de Eta Carinae (à droite), de la nébuleuse de la Carène (à gauche), et de la nébuleuse de l'Homoncule (au centre).

La nébuleuse de l'Homoncule imagée avec un télescope Dobsonien de 8" non suivi, montrant l'expansion de ses lobes entre 2021 et 2025.

Chaque lobe possède un "trou" polaire bien qu'il ne soit pas certain qu'il s'agisse d'un véritable vide dans la coquille du lobe ou simplement d'une profonde indentation. Autour de chaque trou polaire se trouve une "tranchée". Les tranchées sont visibles sous forme de demi-cercles approximatifs centrés sur l'axe des lobes mais peuvent former des cercles complets. Il existe d'autres indentations et protubérances plus petites et irrégulières sur les lobes, qui sont symétriques avec les mêmes caractéristiques apparaissant sur chaque lobe. Cela inclut des protubérances aplaties vers environ 10° de latitude, une sur chaque lobe (étiquetées "Protrusions" dans le modèle illustré), ainsi que d'autres petites protubérances près de la jupe équatoriale.  
La masse de la nébuleuse ne peut pas être déterminée directement. Cependant, la quantité de poussière peut être mesurée avec assez de précision et des estimations du rapport gaz/poussière sont utilisées pour calculer la masse totale. La masse totale de poussière est estimée à 0.4 M☉, ce qui conduit à des estimations d'une masse de gaz allant jusqu'à 40 M☉ contenue dans l'Homoncule elle-même. Presque autant de matière est détectée dans les éjectas externes, formés plus tôt, mais dans les mille dernières années. Des calculs antérieurs avaient produit des estimations consensuelles de 10-15 M☉.

## Globules de Weigelt
Les premières observations par interférométrie des tavelures ont montré que la région centrale de l'Homoncule contient quatre sources ponctuelles, initialement désignées A1, A2, A3 et A4.  
Ces quatre objets ont ensuite été nommés A, B, C et D. Des études à plus haute résolution ont montré que seule la source la plus brillante, A, était véritablement stellaire, les trois autres étant de petites condensations nébuleuses.  
Ces trois condensations, dites « globules de Weigelt », sont principalement visibles par la lumière directement réfléchie des étoiles d'Eta Carinae. Ces globules seraient situés près du plan équatorial du système stellaire, mais leur origine reste incertaine. Leur vitesse a été mesurée, mais compte tenu des incertitudes, ils pourraient avoir été éjectés lors de l’explosion de 1890 ou lors d’un événement en 1941.  
La situation est davantage compliquée par la probable accélération de leur mouvement lent due aux vents stellaires intenses.

## Spectre

Image en ultraviolet de la nébuleuse de l'Homoncule prise par le télescope spatial Hubble.

Le spectre de l'Homoncule est complexe, constitué de composants réfléchis, thermiques et d'émission à différentes longueurs d'onde dans tout le spectre électromagnétique. La caractéristique dominante est le rayonnement de corps noir émis par la poussière chauffée par les étoiles qu'elle contient. Superposée à cela, une partie de la lumière provient des étoiles elles-mêmes, réfléchie principalement par des zones denses à l'intérieur de la nébulosité, montrant de fortes raies spectrales visibles et ultraviolettes en émission. Il existe aussi des raies d'émission provenant du gaz ionisé lorsque celui-ci entre en collision avec du matériel plus lent ou est excité par un rayonnement électromagnétique à haute énergie provenant des étoiles. L’émission d’ionisation est similaire à celle d’une nébuleuse planétaire, mais avec des niveaux d’ionisation plus faibles en raison des températures plus basses des étoiles centrales. Les raies les plus fortes sont [Fe ii] et [N ii], semblables à celles des vents stellaires des étoiles elles-mêmes, mais avec des profils plus étroits.
Les ondes de choc à la bordure externe des éjectas sont chauffées à plusieurs millions de kelvin et émettent des rayons X. Les lobes de l'Homoncule émettent abondamment en ondes radio, incluant l’émission sur la raie des 21 cm de l’hydrogène.
Le spectre réfléchi des lobes de l'Homoncule varie selon la position, car l’étoile centrale émet un rayonnement différent à différentes latitudes sur sa surface. C’est la seule étoile pour laquelle un tel effet peut être observé.

## Formation
L'Homoncule a été éjecté lors de l'éruption d’Eta Carinae. La lumière de cet événement est parvenue sur Terre en 1841, lorsque Eta Carinae est devenue brièvement la deuxième étoile la plus brillante du ciel, après Sirius ; le gaz et la poussière éjectés ont depuis obscurci une grande partie de sa lumière. L’explosion dite de quasi-supernova a produit deux lobes polaires, ainsi qu’un grand disque équatorial mais mince, tous se déplaçant vers l’extérieur à une vitesse allant jusqu’à 670 km/s.
La nébuleuse de l'Homoncule est une structure quasiment unique, que l’on pense résulter de son âge extrêmement jeune. Cela signifie que la forme et la structure sont presque entièrement dues à l’éruption initiale plutôt qu’à l’interaction avec le milieu interstellaire environnant. Les hypothèses suggérant que la « taille » entre les deux lobes était formée par un « pincement » provoqué par un matériau dense environnant ont été réfutées, et les coquilles bipolaires sont désormais considérées comme causées par des écoulements polaires concentrés de matière, la jupe équatoriale étant formée par la sortie de matière plus rapide à travers les parties les plus fines des coquilles. L’éjection préférentielle de matière le long de l’axe de rotation des étoiles, ou de l’orbite binaire, pourrait être due à la rotation d’Eta Carinae A elle-même, provoquant une perte de masse plus forte vers les pôles.
La minceur des coquilles bipolaires plaide en faveur d’une éjection sur une période d’environ cinq ans. Les irrégularités dans la structure par ailleurs très lisse des coquilles sont supposées résulter des interactions entre les vents des deux étoiles centrales, ainsi que de leur mouvement orbital.
L’analyse de l’expansion de la nébuleuse a donné une date de formation autour de 1847,1 ± 0,8 ans. Cette date est incompatible avec les pics de luminosité et avec les estimations du passage au périastre de l’étoile secondaire.

## Distance

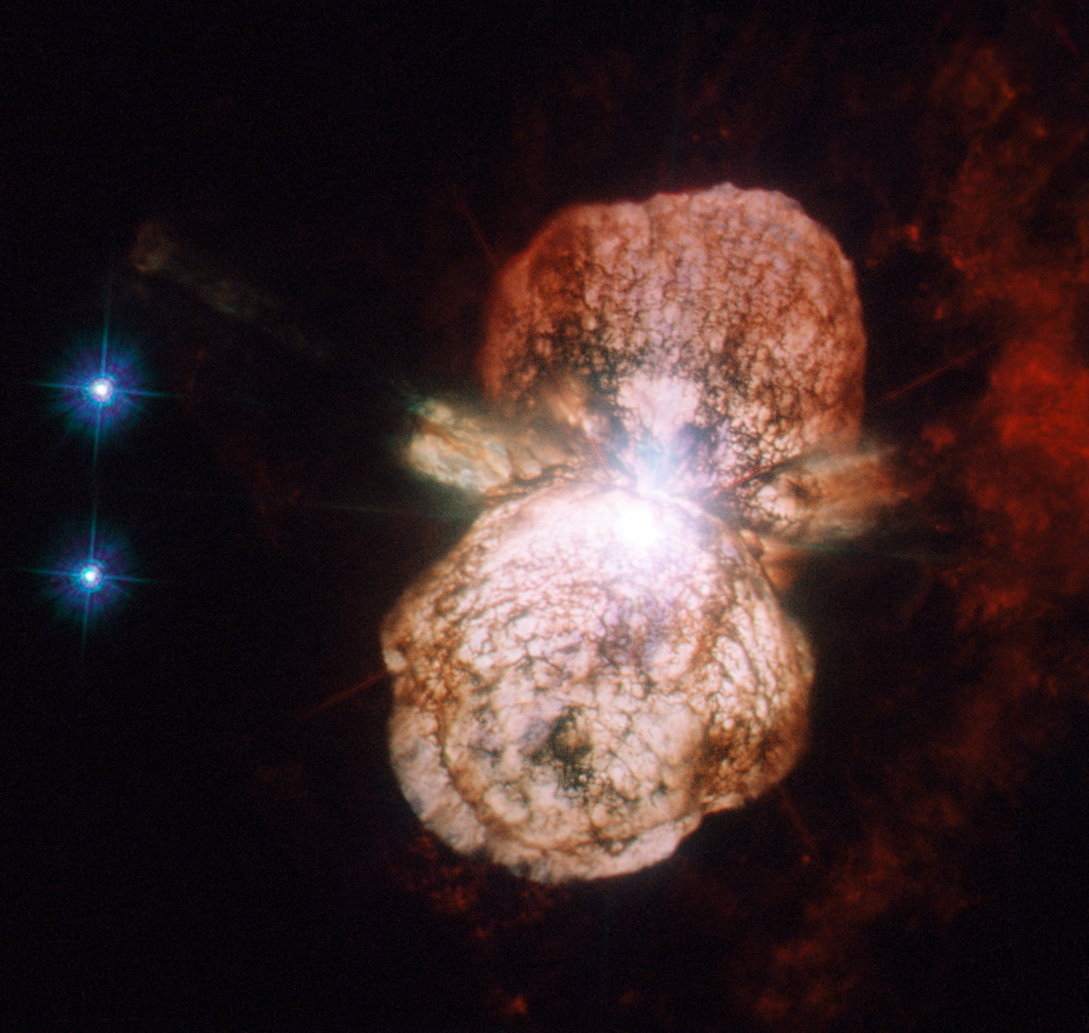
Nébuleuse de l'Homoncule autour d’Eta Carinae (image UV et visible du télescope spatial Hubble).

La nébuleuse de l'Homoncule et Eta Carinae sont supposées être à peu près à la même distance que Trumpler 16 et la nébuleuse de la Carène, mais les distances de ces objets ne sont pas connues avec une grande précision. À la place, la distance de la nébuleuse de l'Homoncule elle-même peut être calculée à partir des mesures de son expansion. La vitesse à différents points dans la fine enveloppe des lobes de l'Homoncule peut être mesurée en utilisant l'effet Doppler des raies spectrales à cet endroit, en supposant que les lobes sont symétriques. Deux décalages Doppler différents sont visibles dans le spectre : un pour les raies d’émission directes, et un pour les raies réfléchies provenant d’Eta Carinae A. Le décalage Doppler des raies directes donne la vitesse d’expansion de l’enveloppe projetée sur la ligne de visée. En supposant une origine lors de la Grande Éruption d’Eta Carinae et une vitesse d’expansion constante, cela permet de calculer la distance linéaire de l’enveloppe à partir de l’étoile centrale projetée le long de la ligne de visée. La différence entre la vitesse du décalage Doppler des raies réfléchies et celle des raies directes donne la distance de l’enveloppe à l’étoile centrale, en supposant à nouveau une expansion à vitesse constante depuis la Grande Éruption.  
L’observation du spectre de l'Homoncule à une distance angulaire donnée de l’étoile centrale a permis de déterminer la distance linéaire réelle de ce point à l’étoile centrale, ce qui définit la distance. Les valeurs obtenues avec cette méthode sont d’environ 2,3 kpc avec une marge d’erreur d’environ 100 pc,.
Les mêmes calculs donnent également l’inclinaison de l’axe de l'Homoncule par rapport à la ligne de visée. Elle est de 41° ou 49° par rapport au plan du ciel, ce qui signifie que la nébuleuse est un peu plus "vue de face" que "vue de côté".